# 福州无轨电车
福州无轨电车是中国福建省福州市曾经拥有的公交无轨电车系统，由福州公交集团营运，行经市内鼓楼区、台江区、晋安区。
福州电车于1983年投入运营，于2001年3月14日撤销。福州曾为中国大陆第26个拥有无轨电车的城市。

## 历史
51路的前身为福州公交的2路车。
1983年，线路改成无轨电车，并更名为51路，自火车站出发，经华林路、五四路、五一路，终到台江影院。
1991年，51路出现由香港引进的二手双层巴士。
2001年，福州无轨电车51路全线电改汽。

## 路线
截止停止运营的2001年3月，福州无轨电车拥有日班路线1条。
| 线路 | 起讫站            | 单程里程 |
| ---- | ----------------- | -------- |
| 51路 | 火车站 ⮂ 台江影院 | 7.1公里  |